# Juan Antonio Xiol Ríos
Juan Antonio Xiol Ríos (Barcelona, 24 de septiembre de 1946) es un jurista español, especialista en los ámbitos contencioso y civil, que ha ocupado notables puestos de responsabilidad en la judicatura y en el poder judicial. Entre 2021 y 2022, fue vicepresidente del Tribunal Constitucional.

## Biografía
Licenciado en Derecho por la Universidad de Barcelona, ingresó en la carrera judicial en 1972. Luego de ser juez en tres localidades catalanas, Cervera, Tarrasa y San Feliú de Llobregat, en 1976 obtuvo por oposición el título de magistrado especialista en la jurisdicción contencioso-administrativa, destinado en la salas de Vizcaya y Barcelona. Magistrado adjunto del presidente del Tribunal Supremo desde 1978, ganó de nuevo por oposición plaza como letrado del Tribunal Constitucional, cuyo pleno lo nombró secretario general del mismo en 1982.
En 1987, Xiol Ríos fue nombrado magistrado del Tribunal Supremo, donde se desempeñó como especialista en la Sala Tercera; en una segunda etapa en la función jurisdiccional regresó como magistrado a la Sala Tercera en 1996 y en 2005 fue nombrado presidente de la Sala Primera del Tribunal Supremo, cargo para el que fue reelegido en 2011 de forma unánime por el Consejo del Poder Judicial. En su condición de presidente de sala más antiguo, Xiol Ríos hubo de sustituir de manera interina entre junio y julio de 2012 al dimitido presidente del Tribunal Supremo y del Consejo General del Poder Judicial en ese momento, Carlos Dívar, por un presunto delito de malversación de caudales públicos que fue archivado por la fiscalía. En junio de 2013 el pleno del Consejo General del Poder Judicial nombró a Xiol Ríos y Santiago Martínez-Vares, magistrados del Tribunal Constitucional.
En el ámbito político-administrativo y del poder judicial, Xiol Ríos ocupó el cargo de director general de Relaciones con la Administración de Justicia (1985-1990) con el ministro de Justicia Fernando Ledesma. En 1990 fue elegido por el Senado vocal del Consejo General del Poder Judicial, cargo al que renunció en 1996, junto a otros cinco, debido a la negativa del propio consejo, tal como propuso el presidente Pascual Sala, de cesar como consejero a Luis Pascual Estevill, que fue procesado y condenado poco después por prevaricación y, años más tarde, por extorsión y delito fiscal.
Xiol Ríos es miembro de la Comisión General de Codificación y a lo largo de su carrera ha recibido el Premio Pelayo para Juristas de Reconocido Prestigio (2009) y ha sido condecorado con la Gran Cruz de San Raimundo de Peñafort y la Gran Cruz de la Orden de Isabel la Católica.
El 19 de noviembre de 2021, tras la renovación parcial del Tribunal Constitucional, el Pleno le designó por unanimidad como vicepresidente del mismo, siendo nombrado por el Rey el 23 de noviembre. Cesó como magistrado y vicepresidente el 31 de diciembre de 2022, al término de su mandato.